# Aoki Lapis
Aoki Lapis (蒼姫ラピス Aoki Rapisu, lit. "Blue Princess Lapis") là một chương trình phần mềm tổng hợp giọng nói được sản xuất bởi Yamaha Corporation với i-style Project cho phần mềm Vocaloid 3. Giọng của cô được cung cấp bởi một cô gái Nhật Bản đã chiến thắng cuộc thi, Nako Eguchi. Aoki Lapis được đặt tên theo loại đá quý Lapis lazuli.

## Phát triển
Aoki Lapis đã được giới thiệu tại Comiket 80. Nó là một phần của dự án hợp tác chung giữa trang web công cụ tìm kiếm Nhật Bản Surfer’s Paradise, anime studio Studio DEEN, và người dùng Nico Nico Douga, được gọi là "i-style Project." Nó đã được thiết kế để có thể làm việc với mọi người dùng VOCALOID, không chỉ với những nhạc sĩ chuyên nghiệp, và được thiết kế cho một loại âm nhạc mới, gọi là "lifestyle". Sản phẩm được bán ra có thể có hoặc không có Vocaloid 3 editor hoặc phiên bản sang trọng với bonus content.
Các phần mềm cập nhật bao gồm "Aoki Lapis SE" là bản tái phát hành của phần mềm cũ và "Aoki Lapis Neo", được phát hành như bản cập nhật dành cho Mac.
Sau đó, cô đã có một người "chị gái" tên là "Merli".

### Phần mềm bổ sung
Các gói phần mềm đã được phát hành cho iOS apps VocaloWitter và iVocaloid. Bản phần mềm của VocaloWitter app đã chiếm vị trí số 1 trong tất cả các ứng dụng trả tiền trên iTunes store vào 11 tháng 9 năm 2013.
Ngày 10 tháng 4 năm 2013, Lapis được giới thiệu trong một demonstration sử dụng một phần mềm tổng hợp giọng nói khác gọi là "ToSpeak". Giọng hát cũng đã được giới thiệu tại "Comic Market 84", một sự kiện được tổ chức tại trung tâm mua sắm Osaki West Station.
Cô sau đó cũng được phát hành cho Mobile Vocaloid Editor.

## Nhân vật
Aoki Lapis là một tiên nữ bị mất hết ký ức về bản thân mình. Cô tham gia vào cuộc đua của các nàng tiên để biến âm nhạc thành năng lượng và giọng của cô được cho rằng có thể cung cấp sức mạnh cho cuộc sống khi cô hát.  Viên đá trên đầu cô là Paraíba Tourmaline, một loại đá cực kì quý hiếm. Thiết kế cô là "ánh sáng", trái ngược với chị cô, Merli.

## Marketing

### Video games và apps
Lapis xuất hiện trong một iOS game tên "Vocadol" cùng với những giọng hát Anon & Kanon, Lily, VY1, Merli, Cul và Kokone.
Một iOS app miễn phí có thể tải xuống dựa trên nhân vật. Nó cho phép Lapis xuất hiện trên màn hình như khi cô ở trong môi trường hình ảnh. Ứng dụng này có tên Fairy Glasses (妖精眼鏡), Lapis có thể được chọn bằng cách gõ mã 105-2659. Cô sẽ xuất hiện ở bất kì nơi nào trong PDF file của mình (thứ phải in ra trên một tấm thẻ/giấy riêng biệt) được đăng ký. Cô sẽ hát và nhảy theo bài hát "Daydream Flight" khi hoạt động.
Một ứng dụng nữa đã được phát hành miễn phí, gọi là Lapis Night (おやすみラピス) cho cả iOS và Android. Trong đó, Lapis đếm cừu, mục đích để giúp người dùng rơi vào giấc ngủ; và nó cũng đi kèm báo thức.
Cô cũng đóng vai chính trong một loạt ứng dụng trò chơi bắt đầu với Lapis and the Strange Labyrinth (ラピスと不思議なラビリンス).

### Competition
Một cuộc thi thiết kế đã được tổ chức cho Lapis. Một bức tranh mẫu đã được phát ra và các fan sẽ được mời đến để thiết kế trang phục cho cô và nộp vào.
I-Style sau đó bắt đầu tổ chức hai cuộc thi chào mừng Lapis. Cuộc thi thứ nhất là một cuộc thi vẽ cho Lapis, trong khi cuộc thi thứ hai là một cuộc thi hát.